# Талаке, Колоа
Колоа Талаке (род. 7 июля 1934) — премьер-министр Тувалу с 14 декабря 2001 по 2 августа 2002 после отставки Фаималага Лука. Продал национальный домен верхнего уровня .tv американской компании, увеличив тем самым доход своей бедной ресурсами страны. В 2002 стал инициатором и координатором иска Тувалу, Кирибати и Мальдивских островов к правительствам США и Австралии за отказ тех ратифицировать Киотский протокол по выбросу парниковых газов, что приводит к повышению уровня моря, и, следовательно, к угрозе затопления Тувалу и других участников иска.
В том же году проиграл выборы и уехал в новозеландский Окленд, где живут его дети.